# 中国驻圣多美和普林西比大使馆
中华人民共和国驻圣多美和普林西比民主共和国大使馆（葡萄牙語：Embaixada da República Popular da China na República Democrática de São Tomé e Príncipe），简称中国驻圣多美和普林西比大使馆，是中华人民共和国驻圣多美和普林西比的外交代表机构。

## 历史
中国与圣多美和普林西比于1975年7月12日建交，中国政府随即在圣多美设立驻圣多美和普林西比大使馆，中国驻圣多美和普林西比大使由中国驻加蓬大使兼任，馆务实际由临时代办主持。
1997年5月6日，中国政府宣布中止两国外交关系，大使馆因此撤馆，并在原使馆保有留守组，对圣普事务转由中国驻加蓬使馆代管。
2013年11月，根据中国政府与圣普在首都圣多美签署的商务合作协议，中国驻圣多美和普林西比联络处在原中国驻圣普大使馆成立。
2016年12月26日，中国与圣普发表联合公报，宣布恢复大使级外交关系。2017年4月3日，中国驻圣多美和普林西比大使馆举行揭牌仪式。

## 机构设置
中国驻圣多美和普林西比大使馆设置下列机构：
- 政治处
- 经商处
- 领事部
- 办公室